# Ферапонт Боровенский
Ферапонт Боровенский — преподобный Русской православной церкви, иеромонах и основатель Успенского Боровенского монастыря в Мосальском уезде Калужской губернии.

## Биография
О детстве и мирской жизни Ферапонта Боровенского сведений практически не сохранилось, да и последующие биографические данные о нём очень скудны и отрывочны; известно, что он был учеником преподобного Сергия Радонежского. 
Об основании же Боровенского монастыря сохранилось такое предание: блаженный Ферапонт, ища места для основания пустынножительства, пришел туда в то время, когда вся окрестность нынешнего погоста Боровенска была покрыта густым сплошным бором (остатки которого видны еще и до того по пути к бывшей обители от Мещовска) и принес с собою драгоценный залог, благословение своего старца, икону Успения Божией Матери. Уставший в пути, он лег под тенью одного из вековых деревьев, поставив на нем образ. Но проснувшись, не нашел его на своем месте; объятый недоумением и не потеряв упования на свою божественную путеводительницу, Ферапонт, по долгом искании, нашел икону в глубине леса на одной из сосен. До трех раз повторялось чудесное исчезновение иконы и обретение ее в одном и том же месте. Приняв это событие за указание, что Пресвятая Богородица благоволила избрать это самое место для вселения на нем своей Знаменоносной иконы, блаженный Ферапонт соорудил тут обитель, собрал братию и, «пожив в мире лета долга», возлег там же на вечный покой в основанной им деревянной церкви.
Память 19 июля (6 июля по юлианскому календарю) с Собором Радонежских святых.